# Ernesto Gradella
Ernesto Gradella Neto (Ribeirão Preto, 22 de julho de 1954) é um professor e político brasileiro. É atualmente filiado ao PSTU.

## Carreira política
Filho de Osvaldo Gradella e de Antonieta Lollato Gradella, cursou engenharia de materiais na Universidade Federal de São Carlos em 1973, concluindo o curso em 1977.
Em 1979, foi para a Convergência Socialista, organização de esquerda que daria origem ao PT no ano seguinte, e disputou a presidência do Sindicato dos Metalúrgicos de São Carlos, sendo o candidato da oposição.
Sua estreia como candidato a cargos públicos foi em 1982, quando elegeu-se vereador em São José dos Campos pelo PT, reelegendo-se em 1988. Em 1986, tentou uma cadeira na Câmara dos Deputados como deputado constituinte, porém obteve apenas uma suplência. Com a posse de Luiz Eduardo Greenhalgh, eleito vice na chapa de Luiza Erundina em São Paulo, Gradella assume a vaga.
Nas eleições de 1990, reelege-se deputado federal para seu primeiro mandato completo na Câmara. Votou favoravelmente ao impeachment do presidente Fernando Collor de Mello em 1992, mesmo ano em que a Convergência Socialista foi expulsa do PT, quando passou a exercer o mandato sem estar filiado a nenhuma legenda. Em 1993, ingressou no recém-criado PSTU, onde permanece até hoje, sendo eleito o primeiro presidente do partido em 1995.
Desde sua filiação ao PSTU, Gradella disputou 9 eleições, mas não conseguiu se eleger - concorreu à reeleição para deputado federal em 1994, mas ficou apenas como quarto suplente, além de ter fracassado em 2 tentativas de chegar à Assembleia Legislativa (1998 e 2002). Em âmbito municipal, perdeu 3 vezes a eleição para prefeito de São José dos Campos (1996, 2000 e 2012) e também não foi bem-sucedido em outras 3 tentativas de voltar à Câmara de Vereadores (2004, 2008 e 2016).